# NFL 1984
Die NFL-Saison 1984 war die 65. Saison im American Football in der National Football League (NFL). Die Regular Season begann am 2. September 1984 und endete am 17. Dezember 1984.
Die Saison endete mit dem Pro Bowl am 27. Januar im Aloha Stadium in Honolulu, Hawaii.
Die Baltimore Colts wechselten nach Indianapolis (Indiana) und spielten ab der Saison 1984 im Hoosier Dome.

## Regular Season
| AFC East             | AFC East | AFC East | AFC East | AFC East | AFC East | AFC East | AFC East | AFC East |
| Team                 | S        | N        | U        | SQ       | P+       | P−       | DIV      | CONF     |
| -------------------- | -------- | -------- | -------- | -------- | -------- | -------- | -------- | -------- |
| Miami Dolphins       | 14       | 4        | 0        | 0,875    | 513      | 298      | 8–0      | 10–2     |
| New England Patriots | 9        | 7        | 0        | 0,563    | 362      | 352      | 6–2      | 9–3      |
| New York Jets        | 7        | 9        | 0        | 0,438    | 332      | 364      | 3–5      | 7–7      |
| Indianapolis Colts   | 4        | 12       | 0        | 0,250    | 239      | 414      | 2–6      | 4–8      |
| Buffalo Bills        | 2        | 14       | 0        | 0,125    | 250      | 454      | 1–7      | 1–11     |

| NFC East            | NFC East | NFC East | NFC East | NFC East | NFC East | NFC East | NFC East | NFC East |
| Team                | S        | N        | U        | SQ       | P+       | P−       | DIV      | CONF     |
| ------------------- | -------- | -------- | -------- | -------- | -------- | -------- | -------- | -------- |
| Washington Redskins | 11       | 5        | 0        | 0,688    | 426      | 310      | 5–3      | 8–4      |
| New York Giants     | 9        | 7        | 0        | 0,563    | 299      | 301      | 5–3      | 7–7      |
| St. Louis Cardinals | 9        | 7        | 0        | 0,563    | 423      | 345      | 5–3      | 6–6      |
| Dallas Cowboys      | 9        | 7        | 0        | 0,563    | 308      | 308      | 3–5      | 7–7      |
| Philadelphia Eagles | 3        | 12       | 1        | 0,219    | 267      | 347      | 2–6      | 3–8–1    |

| AFC Central         | AFC Central | AFC Central | AFC Central | AFC Central | AFC Central | AFC Central | AFC Central | AFC Central |
| Team                | S           | N           | U           | SQ          | P+          | P−          | DIV         | CONF        |
| ------------------- | ----------- | ----------- | ----------- | ----------- | ----------- | ----------- | ----------- | ----------- |
| Pittsburgh Steelers | 9           | 7           | 0           | 0,563       | 387         | 310         | 3–3         | 6–6         |
| Cincinnati Bengals  | 8           | 8           | 0           | 0,500       | 339         | 339         | 5–1         | 6–6         |
| Cleveland Browns    | 5           | 11          | 0           | 0,313       | 250         | 297         | 3–3         | 4–8         |
| Houston Oilers      | 3           | 13          | 0           | 0,188       | 240         | 437         | 1–5         | 3–9         |

| NFC Central          | NFC Central | NFC Central | NFC Central | NFC Central | NFC Central | NFC Central | NFC Central | NFC Central |
| Team                 | S           | N           | U           | SQ          | P+          | P−          | DIV         | CONF        |
| -------------------- | ----------- | ----------- | ----------- | ----------- | ----------- | ----------- | ----------- | ----------- |
| Chicago Bears        | 10          | 6           | 0           | 0,625       | 325         | 248         | 7–1         | 8–4         |
| Green Bay Packers    | 8           | 8           | 0           | 0,500       | 390         | 309         | 5–3         | 8–4         |
| Tampa Bay Buccaneers | 6           | 10          | 0           | 0,375       | 335         | 380         | 3–5         | 5–9         |
| Detroit Lions        | 4           | 11          | 1           | 0,281       | 283         | 408         | 4–4         | 4–7–1       |
| Minnesota Vikings    | 3           | 13          | 0           | 0,188       | 276         | 484         | 2–6         | 3–9         |

| AFC West            | AFC West | AFC West | AFC West | AFC West | AFC West | AFC West | AFC West | AFC West |
| Team                | S        | N        | U        | SQ       | P+       | P−       | DIV      | CONF     |
| ------------------- | -------- | -------- | -------- | -------- | -------- | -------- | -------- | -------- |
| Denver Broncos      | 13       | 3        | 0        | 0,813    | 353      | 241      | 6–2      | 10–2     |
| Seattle Seahawks    | 12       | 4        | 0        | 0,750    | 418      | 282      | 5–3      | 8–4      |
| Los Angeles Raiders | 11       | 5        | 0        | 0,688    | 368      | 278      | 5–3      | 8–4      |
| Kansas City Chiefs  | 8        | 8        | 0        | 0,500    | 314      | 324      | 4–4      | 7–7      |
| San Diego Chargers  | 7        | 9        | 0        | 0,438    | 394      | 413      | 0–8      | 3–9      |

| NFC West            | NFC West | NFC West | NFC West | NFC West | NFC West | NFC West | NFC West | NFC West |
| Team                | S        | N        | U        | SQ       | P+       | P−       | DIV      | CONF     |
| ------------------- | -------- | -------- | -------- | -------- | -------- | -------- | -------- | -------- |
| San Francisco 49ers | 15       | 1        | 0        | 0,938    | 475      | 227      | 6–0      | 12–0     |
| Los Angeles Rams    | 10       | 6        | 0        | 0,625    | 346      | 316      | 3–3      | 7–5      |
| New Orleans Saints  | 7        | 9        | 0        | 0,438    | 298      | 361      | 1–5      | 4–8      |
| Atlanta Falcons     | 4        | 12       | 0        | 0,250    | 281      | 382      | 2–4      | 3–9      |

 Divisionssieger 0  Wildcard

Quelle: pro-football-reference.com
Tie-Breaker 1984
- In der NFC East beendeten die N.Y. Giants die Saison vor St. Louis und Dallas aufgrund der besseren Bilanz im direkten Vergleich (3–1 gegenüber 2–2 von St. Louis und Dallas 1–3).
- St. Louis war vor Dallas in der NFC East aufgrund ihrer besseren Division-Bilanz (5–3 gegenüber 3–5 von Dallas).

## Play-offs

### Setzlisten
| AFC  | AFC                 | AFC            | AFC    |
| Rang | Team                | Division       | Bilanz |
| ---- | ------------------- | -------------- | ------ |
| 1    | Miami Dolphins      | Sieger East    | 14–2   |
| 2    | Denver Broncos      | Sieger West    | 13–3   |
| 3    | Pittsburgh Steelers | Sieger Central | 09–7   |
| 4    | Seattle Seahawks    | West           | 12–4   |
| 5    | Los Angeles Raiders | West           | 11–5   |

| NFC  | NFC                 | NFC            | NFC    |
| Rang | Team                | Division       | Bilanz |
| ---- | ------------------- | -------------- | ------ |
| 1    | San Francisco 49ers | Sieger West    | 15–1   |
| 2    | Washington Redskins | Sieger East    | 11–5   |
| 3    | Chicago Bears       | Sieger Central | 10–6   |
| 4    | Los Angeles Rams    | West           | 10–6   |
| 5    | New York Giants     | East           | 09–7   |

Die Play-offs begannen am 22. Dezember und liefen bis zum 6. Januar 1985.
Die San Francisco 49ers gewannen ihren zweiten Super Bowl.
|  |                                  |                                |                                |                               |                                 |                               |                                  |               |                |                |                |    |  |  |  |  |  |
|  |                                  |                                |                                |                               | Divisional Playoffs             |                               |                                  |               |                |                |                |    |  |  |  |  |  |
|  |                                  |                                |                                |                               | 29. Dezember – Candlestick Park |                               |                                  |               |                |                |                |    |  |  |  |  |  |
|  | NFC Wild Card Game               | NFC Wild Card Game             | NFC Wild Card Game             | NFC Championship              | NFC Championship                | NFC Championship              |                                  |               |                |                |                |    |  |  |  |  |  |
|  | NFC Wild Card Game               | NFC Wild Card Game             | NFC Wild Card Game             | NFC Championship              | NFC Championship                | NFC Championship              | 1                                | San Francisco | 21             |                |                |    |  |  |  |  |  |
|  | 23. Dezember – Anaheim Stadium   | 23. Dezember – Anaheim Stadium | 23. Dezember – Anaheim Stadium | 6. Januar – Candlestick Park  | 6. Januar – Candlestick Park    | 6. Januar – Candlestick Park  | 1                                | San Francisco | 21             |                |                |    |  |  |  |  |  |
|  | 23. Dezember – Anaheim Stadium   | 23. Dezember – Anaheim Stadium | 23. Dezember – Anaheim Stadium | 6. Januar – Candlestick Park  | 6. Januar – Candlestick Park    | 6. Januar – Candlestick Park  | 5                                | N.Y. Giants   | 10             |                |                |    |  |  |  |  |  |
|  | 4                                | L.A. Rams                      | 13                             | 1                             | San Francisco                   | 23                            | 5                                | N.Y. Giants   | 10             |                |                |    |  |  |  |  |  |
|  | 4                                | L.A. Rams                      | 13                             | 1                             | San Francisco                   | 23                            | 30. Dezember – RFK Stadium       |               |                |                |                |    |  |  |  |  |  |
|  | 5                                | N.Y. Giants                    | 16                             |                               | 3                               | Chicago                       | 0                                |               | Super Bowl XIX | Super Bowl XIX | Super Bowl XIX |    |  |  |  |  |  |
|  | 5                                | N.Y. Giants                    | 16                             | 2                             | 3                               | Chicago                       | 0                                | Washington    | Super Bowl XIX | Super Bowl XIX | Super Bowl XIX | 19 |  |  |  |  |  |
|  |                                  |                                |                                | 2                             |                                 |                               | 20. Januar 20 – Stanford Stadium | Washington    |                |                |                | 19 |  |  |  |  |  |
|  | 3                                | Chicago                        | 23                             |                               |                                 |                               |                                  |               |                |                |                |    |  |  |  |  |  |
|  | 3                                | Chicago                        | 23                             | N1                            | San Francisco                   | 38                            |                                  |               |                |                |                |    |  |  |  |  |  |
|  | 29. Dezember – Miami Orange Bowl |                                |                                | N1                            | San Francisco                   | 38                            |                                  |               |                |                |                |    |  |  |  |  |  |
|  | AFC Wild Card Game               | AFC Wild Card Game             | AFC Wild Card Game             | AFC Championship              | AFC Championship                | AFC Championship              |                                  | A1            | Miami          | 16             |                |    |  |  |  |  |  |
|  | AFC Wild Card Game               | AFC Wild Card Game             | AFC Wild Card Game             | AFC Championship              | AFC Championship                | AFC Championship              | 1                                | A1            | Miami          | 16             | Miami          | 31 |  |  |  |  |  |
|  | 22. Dezember – Kingdome          | 22. Dezember – Kingdome        | 22. Dezember – Kingdome        | 6. Januar – Miami Orange Bowl | 6. Januar – Miami Orange Bowl   | 6. Januar – Miami Orange Bowl | 1                                |               |                |                | Miami          | 31 |  |  |  |  |  |
|  | 22. Dezember – Kingdome          | 22. Dezember – Kingdome        | 22. Dezember – Kingdome        | 6. Januar – Miami Orange Bowl | 6. Januar – Miami Orange Bowl   | 6. Januar – Miami Orange Bowl | 4                                | Seattle       | 10             |                |                |    |  |  |  |  |  |
|  | 4                                | Seattle                        | 13                             | 1                             | Miami                           | 45                            | 4                                | Seattle       | 10             |                |                |    |  |  |  |  |  |
|  | 4                                | Seattle                        | 13                             | 1                             | Miami                           | 45                            | 30. Dezember – Mile High Stadium |               |                |                |                |    |  |  |  |  |  |
|  | 5                                | L.A. Raiders                   | 7                              |                               | 3                               | Pittsburgh                    | 28                               |               |                |                |                |    |  |  |  |  |  |
|  | 5                                | L.A. Raiders                   | 7                              | 2                             | 3                               | Pittsburgh                    | 28                               | Denver        | 17             |                |                |    |  |  |  |  |  |
|  |                                  |                                |                                | 2                             |                                 |                               |                                  |               | 17             |                |                |    |  |  |  |  |  |
|  | 3                                | Pittsburgh                     | 24                             |                               |                                 |                               |                                  |               |                |                |                |    |  |  |  |  |  |
|  | 3                                | Pittsburgh                     | 24                             |                               |                                 |                               |                                  |               |                |                |                |    |  |  |  |  |  |

## Super Bowl XIX
Der Super Bowl XIX fand am 20. Januar 1985 im Stanford Stadium in Stanford, Kalifornien statt. Im Finale trafen die Miami Dolphins auf die San Francisco 49ers.
|                     | 1  | 2  | 3  | 4 | Gesamt |
| ------------------- | -- | -- | -- | - | ------ |
| San Francisco 49ers | 7  | 21 | 10 | 0 | 38     |
| Miami Dolphins      | 10 | 6  | 0  | 0 | 16     |

## Auszeichnungen
| Most Valuable Player            | Dan Marino, Quarterback, Miami Dolphins             |
| Coach of the Year               | Chuck Knox, Seattle Seahawks                        |
| Offensive Player of the Year    | Dan Marino, Quarterback, Miami Dolphins             |
| Defensive Player of the Year    | Kenny Easley, Safety, Seattle Seahawks              |
| Offensive Rookie of the Year    | Louis Lipps, Wide Receiver, Pittsburgh Steelers     |
| Defensive Rookie of the Year    | Bill Maas, Defensive Tackle, Kansas City Chiefs     |
| Comeback Player of the Year     | John Stallworth, Wide Receiver, Pittsburgh Steelers |
| Man of the Year                 | Marty Lyons, Defensive Tackle, New York Jets        |
| Super Bowl Most Valuable Player | Joe Montana, Quarterback, San Francisco 49ers       |